# كارلوس غارديل
كارلوس غارديل (بالإسبانية:Carlos Gardel), والمزداد باسم شارل روموالد غاريس (تولوز، 11 دجنبر 1890 - ميديلين، 24 يونيو 1935) كان مغنيا وكاتب كلمات وممثلا أرجنتينيا وفرنسيا، اعتبر أكثر شخصية مؤثرة في تاريخ موسيقى التانجو ولقب ب «سلطان التانجو».

## حياته
ولد كارلوس غارديل سنة 1890 بمدينة تولوز الفرنسية من أب مجهول، ثم انتقلت به أمه إلى الأرجنتين وعمره لا يتجاوز 27 شهرا حيث ترعرع في الأحياء الشعبية (لوس أراباليس) ببوينوس أيريس.
عُرف كارلوس غارديل بإنتاجه الغزير في الميدان الموسيقي حيث أنه كان يسجل 20 أغنية شهريا. عرف غارديل بأنه أبرز نجوم التانغو على الإطلاق، حيث أن له ريبيرتوارا يقدر بحوالي 500 قطعة، من بينها أغنية «ليلتي» التي حقق بها نجاحا كبيرا في بداية مساره الفني (100 ألف نسخة سنة 1917)، ولاقت أعماله شهرة في مختلف بقاع العالم من الأورغواي والشيلي والبرازيل إلى بويرتو ريكو وفنيزويلا وكولومبيا، مرورا بإسبانيا وفرنسا.
توفي كارلوس غارديل يوم 24 يونيو 1935 جراء حادث تحطم طائرة في مدينة ميديلين بكولومبيا.

## روابط خارجية
- كارلوس غارديل على موقع IMDb (الإنجليزية)
- كارلوس غارديل على موقع الموسوعة البريطانية (الإنجليزية)
- كارلوس غارديل على موقع ميوزك برينز (الإنجليزية)
- كارلوس غارديل على موقع أول موفي (الإنجليزية)
- كارلوس غارديل على موقع قاعدة بيانات الأفلام السويدية (السويدية)
- كارلوس غارديل على موقع أول ميوزيك (الإنجليزية)
- كارلوس غارديل على موقع ديسكوغز (الإنجليزية)
- كارلوس غارديل على موقع قاعدة بيانات الفيلم (الإنجليزية)
- كارلوس غارديل على موقع كينوبويسك (الروسية)